# Miner 2049er
Miner 2049er je ime za računalnu igru koju je razvio Bill Hogue. Izašla je na tržište 1982. u produkciji tvrtke Big Five Software za kućna računala: Atari 400/800, Commodore 64, Apple II, ColecoVision, konzole: Atari 2600, Atari 5200, Gameboy. Godine 2007.  je izašla inačica za mobitele Blackberry i Windows Mobile.

## Vanjske poveznice
- https://archive.org/details/msdos_Miner_2049er_1983 - DOS inačica igre na poslužitelju se pokreće u DOSBox emulatoru, igra se u internetskom pregledniku. Upravlja se strelicama (lijevo i desno, gore i dolje po ljestvama), skakanje nije kao u izvorniku razmaknica, nego "esc".
- https://www.youtube.com/watch?v=1dK22LzWDVU - prikaz igranja (gameplay) prvog nivoa igre